# Cuzinet

Semicuzineți, semicuzineți axial de mai

Cuzinetul este o piesă inelară (cuzinet dintr-o singură bucată, de tip bucșă) sau din două bucăți semiinelare (semicuzinet), pentru a ușura montajul, executat din aliaj antifricțiune, care îmbracă în interior lagărul și vine în contact direct cu fusul sau axul unei mașini. Cuzinetul este realizat prin sinterizare din două sau trei straturi. Rolul principal al cuzinetului este de a prelua și de a preda, sau invers, prin frecare, o putere între un angrenaj rotativ. Pentru îndeplinirea funcționalității, cuzinetul trebuie să fie tot timpul uns pe suprafața de frecare. 
Cuzineții sunt:
- Cuzineți radiali, care preiau sau predau o putere verticală pe o axă rotativă.
- Cuzineți axiali, care preiau sau predau o putere de-a lungul unei axe rotative.
- Cuzineți radial-axiali, care preiau sau predau o putere verticală și de-a lungul unei axe rotative.

Pentru că un cuzinet este o piesă componență, care se bazează pe mișcări de alunecare, el se mai numește și lagăr de alunecare.

### Materialul pentru lagărele de alunecare
În funcție de viteza de mișcare a pieselor care sunt în mișcare (la motoare, arborele cotit sau arborele cu came), stratul sinterizat trebuie să fie corespunzător ales. Pentru o alunecare corespunzătoare sunt folosite materiale ca de exemplu: bronz, plumb, aliaj de aluminiu, masă plastică, ceramică și alte aliaje de antifricțiune.
Condițiile pe care trebuie să le satisfacă materialele pentru cuzineți pot fi sintetizate astfel: o cât mai bună compatibilitate cu materialul fusului, în sensul alegerii unei perechi de materiale neantagoniste, pentru a se elimina tendința de formare a unor microsuduri și apariția gripajului; o bună aderență a lubrifiantului pe suprafața de frecare; conformabilitate, respectiv proprietatea de adaptare la geometria suprafeței de contact a fusului; uzare minimă, respectiv proprietăți bune de rezistență la uzură, la oboseală, la coroziune, abraziune; o bună conductibilitate termică, coeficient de dilatare redus și rezistență la temperatură; prelucrabilitate bună prin așchiere, cost redus.
Respectarea simultană a tuturor acestor condiții este dificilă. Soluțiile tehnice au avut în vedere trecerea de la cuzinetul masiv la cel multistrat. Cuzineții multistrat implică aplicarea materialului antifricțiune în strat subțire direct pe un material de bază (suport, cu rezistență mecanică și duritate mai mare, de obicei oțel) sau prin intermediul unui alt strat.